# 東カリマンタン州知事一覧
本項では、東カリマンタン州知事（Gubernur Kalimantan Timur）を一覧する。東カリマンタン州知事は、東カリマンタン州の首長である。 最初の州知事はアジ・パンゲラン・トゥメングン・プラノトで1957年1月9日就任。最も直近に選出された州知事はルディ・マスウドで2025年2月20日就任。最も長い期間務めた州知事はアブドゥル・ワハブ・シャフラニで、1967年6月21日から1978年5月22日まで約11年間務めた。最も短い期間務めた州知事はメイリアナで、2018年9月20日から9月22日までの僅か2日務めた。

## 州知事一覧
インドネシア国民党
  ナフダトゥル・ウラマー
  インドネシア共和国国軍
  ゴルカル
  ナスデム党
  民主党
  無所属
| 職名 | 氏名                                     | 画像 | 出身等                 | 任期                                                          | 副知事                                   |
| ---- | ---------------------------------------- | ---- | ---------------------- | ------------------------------------------------------------- | ---------------------------------------- |
| —    | アジ・パンゲラン・トゥメングン・プラノト |      | 無所属                 | 1957年1月9日 ‐ 1959年5月27日                                  | 空席                                     |
| —    | インヘ・アブドゥル・ムイス               |      | インドネシア国民党     | 1959年3月3日 ‐ 1959年5月27日                                  | 空席                                     |
| 1    | アジ・パンゲラン・トゥメングン・プラノト |      | ナフダトゥル・ウラマー | 1959年5月27日 ‐ 1961年                                        | 空席                                     |
| —    | R・M・プロジョスマルト                   |      | 無所属                 | 1961年 ‐ 1962年6月30日                                        | 空席                                     |
| 2    | アブドゥル・ムイス・ハッサン             |      | インドネシア国民党     | 1962年6月30日 ‐ 1966年9月22日                                 | 空席                                     |
| —    | スカディオ                               |      | 無所属                 | 1966年9月22日 ‐ 1967年6月21日                                 | 空席                                     |
| 3    | アブドゥル・ワハブ・シャフラニ           |      | インドネシア共和国国軍 | 1967年6月21日 ‐ 1978年5月22日                                 | 空席                                     |
| 4    | エリー・スパルジャン                     |      | インドネシア共和国国軍 | 1978年5月22日 ‐ 1983年6月5日                                  | 空席                                     |
| 5    | スワンディ・ルスタム                     |      | ゴルカル               | 1983年6月5日 ‐ 1988年6月25日                                  | ムハマッド・アルダンス                   |
| 6    | ムハマッド・アルダンス                   |      | ゴルカル               | 1988年6月25日 ‐ 1993年6月25日1993年6月25日 ‐ 1998年6月25日    | ハルソノスワルナ・アブドゥル・ファタ     |
| 7    | スワルナ・アブドゥル・ファタ             |      | ゴルカル               | 1998年6月25日 ‐ 2003年6月25日2003年6月25日 ‐ 2006年12月8日    | ハイディル・ハフィズユルナリス・ンガヨ   |
| —8   | ユルナリス・ンガヨ                       |      | 無所属                 | 2006年12月8日 ‐ 2008年3月10日2008年3月10日 ‐ 2008年6月25日    | 空席                                     |
| —    | シャイフル・テテン                       |      | 無所属                 | 2008年6月25日 ‐ 2008年7月3日                                  | 空席                                     |
| —    | タルミジ・アブドゥル・カリム             |      | 無所属                 | 2008年7月3日 ‐ 2008年12月17日                                 | 空席                                     |
| 14   | アワン・ファルック・イシャック           |      | ゴルカルナスデム党     | 2008年12月17日 ‐ 2013年12月17日2013年12月17日 ‐ 2018年9月20日 | ファリド・ワジディムクミン・ファイシャル |
| —    | メイリアナ                               |      | 無所属                 | 2018年9月20日 ‐ 2018年9月22日                                 | 空席                                     |
| —    | ルストゥアルディ・ダウド                 |      | 無所属                 | 2018年9月22日 ‐ 2018年10月1日                                 | 空席                                     |
| 10   | イスラン・ヌール                         |      | 無所属民主党           | 2018年10月1日 ‐ 2023年10月1日                                 | ハディ・ムルヤディ                       |
| —    | アクマル・マリク                         |      | 無所属                 | 2023年10月1日 ‐ 2025年2月20日                                 | 空席                                     |
| 11   | ルディ・マスウド                         |      | ゴルカル               | 2025年2月20日 ‐                                               | セノ・アジ                               |